# Adron Chambers
Pour les articles homonymes, voir Chambers.
Adron Lamar Chambers (né le 8 octobre 1986 à Pensacola, Floride, États-Unis) est un joueur de champ extérieur des Blue Jays de Toronto de la Ligue majeure de baseball. De 2011 à 2013, il s'aligne avec les Cardinals de Saint-Louis et fait partie de l'équipe championne de la Série mondiale 2011.

## Carrière
Adron Chambers est drafté par les Cardinals de Saint-Louis au 38e tour de sélection en 2007.
Il fait ses débuts dans le baseball majeur le 6 septembre 2011 alors qu'il est appelé comme coureur suppléant dans un match des Cardinals. Il réussit son premier coup sûr le 16 septembre contre le lanceur Michael Schwimer. Cette frappe en 11e manche permet aux Cards de l'emporter sur les Phillies de Philadelphie. Chambers frappe pour ,375 de moyenne au bâton avec quatre points produits en 18 matchs pour Saint-Louis. Il demeure dans l'effectif des Cardinals lorsque s'amorcent les séries éliminatoires. Il réussit son premier coup sûr et produit son premier point en matchs d'après-saison contre les Phillies, lorsqu'il frappe un simple productif contre Michael Stutes dans le premier match de la Série de divisions. Bien qu'il n'apparaît dans aucun match de la Série mondiale 2011, il est avec ses coéquipiers sacré champion de la saison lorsque Saint-Louis triomphe des Rangers du Texas.
Chambers joue 41 parties des Cardinals en 2012 et frappe pour ,222 avec 4 points produits. Il entre en jeu dans 7 parties éliminatoires, souvent comme coureur suppléant, sans obtenir un seul coup sûr lors de ses passages au bâton.
En 2013, il apparaît dans 25 matchs du club de Saint-Louis mais ne frappe que 4 coups sûrs pour une moyenne au bâton de ,154.
Chambers rejoint les Astros de Houston en novembre 2013. Il ne joue pas pour cette équipe et est échangé aux Blue Jays de Toronto pour deux joueurs des ligues mineures, le lanceur gaucher Alejandro Solarte and le joueur de champ intérieur Will Dupont, le 12 juin 2014.